# Halmstad Hammers
Die Halmstad Hammers (auch bekannt als Halmstad HC) waren ein schwedischer Eishockeyklub aus Halmstad.

## Geschichte
Der Verein wurde 1967 unter dem Namen Halmstads HK gegründet. Die Mannschaft spielte von 1975 bis 1980 in der damals noch zweitklassigen Division 1. Ab der Saison 1999/2000 nahm das Team in der mittlerweile drittklassigen Division 1 teil. In der Saison 2000/01 setzte sich Halmstad in der Relegation durch und stieg in die zweitklassige HockeyAllsvenskan auf. Dort konnte sich das Team in den folgenden Jahren etablieren. Im Anschluss an die Saison 2004/05 ging die Mannschaft jedoch in Konkurs. Ein Jahr später wurde der Nachfolgeverein Halmstad HF gegründet.

## Bekannte Spieler
- Per Braxenholm
- Pål Grotnes
- Mikael Johansson
- Evan Marble
- Marcus Paulsson
- Sami Ryhänen
- János Vas
- Linus Videll